# Grupo Néctar
Grupo Néctar est un groupe de cumbia péruvien, originaire de Buenos Aires, en Argentine. Il est formé en 1995 par Jhonny Orosco Torres (chanteur), Ricardo « Papita » Hinostroza (congas), Enrique Orosco (basse) et Juan Carlos Marchand « Calín » (batterie). Leur style de cumbia est costeña, avec leurs propres arrangements et un rythme dansant.

## Biographie
Avant la création du groupe, en 1994, Jhonny Orosco Torres, Ricardo Hinostroza Jara - plus connu dans le milieu musical sous le nom de « Papita » - et d'autres musiciens se sont rendus à Buenos Aires pour jouer dans différents groupes, l'un des plus populaires étant Grupo Ciclón ; voyant que la situation était compliquée pour eux de continuer à travailler, certains sont retournés au Pérou et d'autres sont restés en Argentine, parmi ceux qui sont restés se trouvent Jhonny, son frère Enrique, Papita et Calín, ils ont fondé le Grupo Néctar, en Argentine.
Au petit matin du dimanche 13 mai 2007, les membres du groupe, leurs représentants et le chauffeur du bus meurent dans un accident sur l'autoroute 25 de Mayo, dans le quartier de San Cristóbal de la ville de Buenos Aires, qui a fait au total treize morts. Parmi les personnes décédées figurent, outre les musiciens, la femme d'affaires Myriam Orillo et sa compagne Lidia. Le conducteur dans ce cas était Juan Murillo, qui est parti à la recherche du groupe en raison d'un manque de mobilité, car le groupe devait se produire dans sa salle de spectacle dans la ville de La Plata, salsodromo El Rey.
Les autorités argentines confirment qu'il s'agissait d'un accident de la circulation. Une collision multiple, qui a entraîné l'issue fatale dans la camionnette combi rurale dans laquelle le groupe voyageait. Cette voiture était conduite par M. Juan Alberto Murillo. Cependant, on a émis l'hypothèse que c'était une mafia qui poursuivait le groupe, mais les personnes présentes lors de l'accident affirment qu'ils sont morts dans la voiture en raison d'un excès de vitesse. Cependant, des personnes proches du groupe ont encore de sérieux doutes sur cet accident.

## Membres
- Ricardo « Papita » Hinostroza — fondateur, chef d'orchestre (1951-2007)
- Jhonny Orosco « Tío » — fondateur, directeur et chanteur (décédé, 1970-2007)
- Enrique Orosco « Kike » — basse (1964-2007)
- Juan Carlos Marchand « Kalín » — batterie (1973-2007)
- Pascual « Kiko » Rayme Cañahuiri — claviers (décédé en 2007)
- Pedro « Perico » Pablo García — animateur (1954-2007)
- Daniel Cahuana — guitare solo) décédé en 2007
- Miguel Porras « Chimbote » — timbales (nouveau dans le groupe) (décédé en 2007)
- Julio Gómez — bongo
- Julio Caycho — second chant
- Ricardo « Kibe » Valle
- Rafael « Chispita » Ramón
- Alonso Mena

## Discographie
- 1997 : Embriágame suavecito (Leader Music)
- 1998 : Los Reyes de la Cumbia (Santa Fe Records)
- 1999 : La magia de Néctar (Copacabana internacional)
- 2000 : Solo éxitos (Rosita Producciones)
- 2001 : Cariñosa (Cass)
- 2002 : Grandes éxitos
- 2006 : El Mujeriego (D&P Producciones)
- 2007 : Homenaje al Grupo Néctar
- 2015 : Tú vives equivocada (Global Music)
- 2015 : Grupo Nectar en vivo